# 九大混声合唱団
九大混声合唱団（きゅうだいこんせいがっしょうだん）は、九州大学のアマチュア混声合唱団である。1963年（昭和38年）2月に発足した。「九混（きゅうこん）」とも呼ばれる。

## 概要
1960年結成の九大全学混声合唱団（全混）と、1951年発足の教養部音楽部（教音）が合併し、1963年2月7日に創立された。当初は学内のみのメンバー構成であったが、2016年時点では九州大学だけでなく、他大学の学生や専門学校の学生も参加している。2014年度より九州大学の「課外活動活性化プロジェクト」による「重点強化団体」に指定されている。
顧問は藤岡健太郎（九州大学文書館教授）。全日本合唱連盟、九州地区大学合唱連盟に加盟している。

## 受賞歴
受賞歴は以下の通りである。なお、〈〉内は自由曲である。
- 第40回（昭和62年）全日本合唱コンクール全国大会優良賞 〈野田暉行：混声合唱曲「青春」〉
- 第46回（平成5年）全日本合唱コンクール全国大会銅賞 〈イルデブランド・ピツェッティ：2 composizioni corali〉
- 第47回（平成6年）全日本合唱コンクール全国大会銅賞 〈イルデブランド・ピツェッティ：3 composizioni corali〉
- 第48回（平成7年）全日本合唱コンクール全国大会銅賞 〈カイ＝エーリク・グスタフソン：Magnificat〉
- 第49回（平成8年）全日本合唱コンクール全国大会銀賞 〈エイノユハニ・ラウタヴァーラ：Magnificat〉
- 第53回（平成12年）全日本合唱コンクール全国大会銅賞 〈ニルス・ラ・クール：Hodie Christus natus estほか〉
- 第58回（平成17年）全日本合唱コンクール全国大会銅賞 〈山本純ノ介：混声合唱組曲「光葬」〉
- 第61回（平成20年）全日本合唱コンクール全国大会銀賞 〈アントニン・ドヴォルザーク：Messe D-dur〉
- 第62回（平成21年）全日本合唱コンクール全国大会銅賞 〈ロベルト・シューマン：Messe c-mol〉
- 第63回（平成22年）全日本合唱コンクール全国大会銀賞 〈カライ・ヨージェフ：Stabat Mater〉
- 第64回（平成23年）全日本合唱コンクール全国大会金賞 〈エリック・ウィテカー：Leonardo dreams of his flying machine〉
- 第65回（平成24年）全日本合唱コンクール全国大会銀賞 〈エリック・ウィテカー：Three flower songsほか〉
- 第66回（平成25年）全日本合唱コンクール全国大会銀賞 〈フランク・マルタン：Messe für zwei vierstimmige chöre〉
- 第67回（平成26年）全日本合唱コンクール全国大会金賞 〈カライ・ヨージェフ：De profundis〉
- 第69回（平成28年）全日本合唱コンクール全国大会銀賞 〈信長貴富：無伴奏混声合唱のために「廃墟から」より「第一章　絶え間なく流れてゆく」〉
- 第70回（平成29年）全日本合唱コンクール全国大会金賞 〈信長貴富：混声合唱とピアノのための「春と修羅」よりⅡ〉
- 第71回（平成30年）全日本合唱コンクール全国大会銅賞 〈千原英喜：混声合唱のための「Agnus Dei = 空海・真言・絶唱」〉
- 第72回（令和元年）全日本合唱コンクール全国大会銅賞 〈信長貴富：混声合唱とピアノのための あめ・樹木〉
- 第74回（令和3年）全日本合唱コンクール全国大会銀賞 〈信長貴富：混声合唱とピアノのための「こいうた」より Ⅱ こいうた/Ⅰ 恋唄・空〉
- 第75回（令和4年）全日本合唱コンクール全国大会金賞 （津市教育委員会教育長賞）〈三宅悠太：混声合唱とピアノのための「遠きものへ－」より VocaliseⅡ/海辺にて〉
- 第76回（令和5年）全日本合唱コンクール全国大会金賞 （新潟市教育委員会教育長賞）〈三宅悠太：帰郷－混声合唱とピアノのための－〉
- 第77回（令和6年）全日本合唱コンクール全国大会銀賞〈松本望：混声合唱とピアノのための組曲「天使のいる構図」より「Ⅲ．Tempestoso」〉

## 客演指揮者
- 浅井敬壹
- 栗山文昭
- 小泉ひろし
- 鈴木捺香子
- 関屋晋
- 竹田享司
- 大中恩
- 中山敦
- 三浦宣明
- 森脇憲三
- 山本成宏